# ماریو کلینگر
ماریو کلینگر (انگلیسی: Mario Klinger؛ زادهٔ ۲۷ دسامبر ۱۹۸۶) بازیکن فوتبال اهل آلمان است.
از باشگاه‌هایی که در آن بازی کرده‌است می‌توان به باشگاه فوتبال شالکه ۰۴، باشگاه فوتبال کایزرسلاوترن، و باشگاه فوتبال روت‌وایس اسن اشاره کرد.
وی همچنین در تیم ملی فوتبال زیر ۲۰ سال آلمان بازی کرده‌است.